# Cô gái triệu đô
Cô gái triệu đô (tiếng Anh: Million Dollar Baby) là một bộ phim thể thao nổi tiếng nói về môn Quyền Anh của Mỹ năm 2004 do đạo diễn Clint Eastwood thực hiện. Bộ phim xuyên suốt một câu chuyện về một huấn luyện viên quyền anh và sự chuộc lỗi của ông với cô gái mới tập tễnh vào nghề bằng cách đào tạo và giúp đỡ cô thực hiện ước mơ trở thành võ sĩ chuyên nghiệp. Bộ phim đã giành được 4 giải Oscar, trong đó bao gồm cả hạng mục dành cho bộ phim xuất sắc nhất.
Kịch bản được viết bởi Paul Haggis, dựa trên truyện ngắn của F.X. Toole - bút danh của huấn luyện viên quyền anh Jerry Boyd. Truyện được xuất bản dưới tên Rope Burns.

## Nội dung
Margaret "Maggie" Fitzgerald (Hilary Swank) là một bồi bàn ở thị trấn Missouri, Ozarks. Một ngày nọ, cô đến Hit Pit, một phòng tập ọp ẹp ở Los Angeles do Frankie Dunn (Clint Eastwood), một huấn luyện viên quyền anh lỗi lạc nhưng đứng bên lề thành công. Maggie thỉnh cầu Frankie huấn luyện cô trở thành một võ sĩ, nhưng Frankie đáp lại sự mong đợi của cô bằng câu trả lời ông không huấn luyện võ sĩ nữ.
Maggie cố gắng thuyết phục Frankie bằng cách rèn luyện hàng ngày đến nửa đêm khi không còn ai ở phòng tập của Frankie. Một người bạn, đồng thời là một nhân viên của Frankie, người đã từng là một võ sĩ - Eddie "Scrap Iron" Dupris (Morgan Freeman) khuyến khích và giúp đỡ Maggie hết sức có thể. Dupris đồng thời là người dẫn chuyện của bộ phim.
Một võ sĩ tài giỏi được Frankie đào tạo - "Big" Willie Little sau khi mất hết kiên nhẫn với Frankie khi ông từ chối tất cả những lời mời thi đấu giải vô địch, đã thăm dò và miễn cưỡng ký hợp đồng với Mickey Mack - một ông bầu tài giỏi, thành công, bỏ lại Frankie trong sự ngạc nhiên đến thẫn thờ. Cùng thời điểm ấy, với sự khích động của Dupris, Frankie miễn cưỡng đồng ý đào tạo Maggie. Ông cảnh báo trước với cô rằng sẽ chỉ dạy cô những điều cơ bản, rồi sau đó sẽ tìm một huấn luyện viên khác cho cô. Lời khuyên quan trọng nhất và xuyên suốt bộ phim của Frankie là "Luôn luôn bảo vệ chính mình."
Trước buổi đấu đầu tiên của Maggie, Frankie chuyển nhượng Maggie cho một ông bầu khác. Maggie vô cùng thất vọng và mất hết tinh thần, nhưng Frankie trở lại với cô giữa buổi đấu với câu nói vô cùng xúc động, "Đây là võ sĩ của tôi.", và giúp cô giành chiến thắng. Frankie hứa sẽ không bao giờ bỏ cô lại nữa. Maggie trở thành võ sư hạng bán trung, giành hàng loạt chiến thắng ngay từ vòng đấu đầu tiên. Frankie từ bỏ tình cảm với cô con gái ruột thịt Katy - người luôn gửi trả lại những bức thư với bao tâm huyết và tình cảm của bố. Ông hình thành một thứ tình cảm sâu sắc như tình phụ tử với Maggie. Cùng lúc ấy, Dupris trở nên lo lắng khi Frankie từ chối những lời mời cho các trận đấu lớn cho Maggie. Ông sắp xếp một buổi gặp gỡ cho cô và Mickey Mack - ông bầu tài giỏi cướp đi võ sĩ của Frankie ngày nào. Nhưng Maggie tỏ ra trung thành với Frankie. Đáp lại tấm lòng ấy, Frankie miễn cưỡng đồng ý lời mời cho giải đấu lớn nhất UK. Ông đặt may một chiếc áo khoác với một dòng chữ tiếng Ireland trên áo. Đám đông vẫy gọi xen kẽ cổ động Maggie bằng dòng chữ Ireland ấy, và cô liên tiếp giành chiến thắng.
Gia đình của Maggie thuộc tầng lớp người da trắng nghèo và không quan tâm mấy đến cô. Tuy nhiên, cô vẫn dành dụm và cuối cùng cũng mua được một căn nhà cho mẹ. Nhưng thay vì tỏ ra biết ơn, mẹ Maggie nhiếc móc cô vì đã gây tổn hại đến bảo hiểm dành cho người nghèo của bà. Đồng thời bà còn xem thường và chỉ trích Maggie bằng cách hạ thấp những chiến thắng của cô trên vòng đấu, nói rằng người đời cười vào mặt cô.
Cuối cùng, Frankie cũng bằng lòng đồng ý cho Maggie dự một giải đấu danh hiệu. Ông đặt cho cô tiền bảo đảm 1 triệu đô tại buổi đấu ở Las Vegas với một võ sĩ chuyên nghiệp người Đức đã từng giành giải vô địch thế giới Billie "The Blue Bear." Nhưng đồng thời, Billie nổi tiếng vì những trò chơi xấu trong vòng thi. Suýt soát vượt qua lúc bắt đầu vòng đấu một cách yếu ớt, Maggie bắt đầu làm chủ và chiếm ưu thế trận đấu. Nhưng sau 1 vòng đấu kết thúc, Billie hạ gục cô bằng cách tung ra một cú đấm vào mặt Maggie khi cô quay người lại và tiến về phía Frankie. Maggie ngã xuống, đầu đập mạnh vào chiếc ghế đẩu đang nằm giữa sàn đấu và gãy xương cổ, đồng thời bị liệt tứ chi.
Lúc đầu, Frankie bỏ ngoài tai những dự đoán xấu của các bác sĩ hội chẩn cho Maggie và cố gắng tìm mọi nơi có thể chữa bình phục cho cô. Nhưng tất cả đều lắc đầu phê chuẩn rằng trường hợp của Maggie là vô phương cứu chữa. Ông tìm cho Maggie một bệnh viện nhỏ và giúp đỡ cô phục hồi thật tốt. Thời gian trong bệnh viện, Maggie luôn mong ngóng gia đình mình vào thăm cô. Frankie cố gắng liên lạc với gia đình Maggie bằng mọi cách nhưng không thể. Rốt cuộc gia đình cô cũng đến bệnh viện cùng với một luật sư sau chuyến đi chơi ở Disneyland và Universal Studios Hollywood. Mối quan tâm duy nhất của họ là làm sao để sắp xếp sự chuyển nhượng tài sản của Maggie cho họ. Maggie nhận ra ý đồ tham lam và nhẫn tâm từ chính gia đình mình nên đuổi họ về và dọa sẽ cho bán ngôi nhà mà cô mua cho họ (vốn chưa từng thuộc về họ về mặt pháp lý) nếu họ còn xuất hiện. Họ bỏ về và từ đó không bao giờ xuất hiện nữa.
Frankie luôn luôn ở bên Maggie. Ông đọc sách cho Maggie nghe, khuyến khích cô nên đi học lại, hứa sẽ đưa cô về ở chung và chăm sóc tử tế cho cô. Ngày qua ngày, Maggie nhiễm chứng thối loét da do áp suất vì việc nằm liệt một chỗ trên giường bệnh và buộc phải cắt đi chân trái. Maggie khẩn cầu Frankie giúp cô chết khi cô vẫn còn nhớ được đám đông tung hô cô trên vòng đấu, và những gì từng là mong ước lớn nhất trên đời, cô đã đạt được.
Frankie kinh ngạc từ chối Maggie, và thỉnh cầu một lời khuyên từ cha sứ Horvak - người ông gặp suốt 23 năm trong nhà thờ. Horvak cảnh báo Frankie rằng tiếp tay cho việc tự sát là một tội lỗi, và Frankie sẽ đánh mất bản thân mình suốt đời nếu ông giúp Maggie toại ước. Đau đớn, Maggie liên tục cắn lưỡi tự sát nhưng những bác sĩ trong bệnh viện cứu sống cô và đặt những phạm vi để cô không thể tự sát nữa.
Bất lực, Frankie lẻn vào bệnh viện một đêm vắng. Trước khi tiêm cho Maggie một liều thuốc giúp cô ra đi vĩnh viễn, Frankie nói cho cô bí mật ông giấu kín từ lâu rằng, dòng chữ tiếng Ireland trên chiếc áo choàng cô luôn khoác trước khi bước lên sàn đấu, Mo Cuishle, mang ý nghĩa "tình yêu, máu thịt, nhịp đập của tôi", rồi ông bỏ đi mãi mãi. Lời dẫn truyện của Dupris cũng là lời bộc bạch trong bức thư gửi Katy - cô con gái ruột duy nhất của Frankie, truyền tình cảm và tấm lòng chân thật của người cha.

## Phân vai
- Clint Eastwood vai Frankie Dunn
- Hilary Swank vai Margaret "Maggie" Fitzgerald
- Morgan Freeman vai Eddie "Scrap Iron" Dupris
- Jay Baruchel vai Danger Barch
- Mike Colter vai "Big" Willie Little
- Lucia Rijker vai Billie "The Blue Bear"
- Brian F. O'Byrne vai Cha sứ Horvak
- Anthony Mackie vai Shawrelle Berry
- Margo Martindale vai Earline Fitzgerald
- Riki Lindhome vai Mardell Fitzgerald
- Michael Peña vai Omar
- Benito Martinez vai Ông bầu của Billie "The Blue Bear"
- Bruce MacVittie vai Mickey Mack

## Giải thưởng
- Giải Oscar lần thứ 77

- Đoạt giải - Bộ phim xuất sắc nhất — Clint Eastwood, Albert S. Ruddy, Tom Rosenberg
- Đoạt giải - Đạo diễn xuất sắc nhất — Clint Eastwood
- Đoạt giải - Nữ diễn viên chính xuất sắc nhất — Hilary Swank
- Đoạt giải - Nam diễn viên phụ xuất sắc nhất — Morgan Freeman
- Đề cử - Nam diễn viên chính xuất sắc nhất — Clint Eastwood
- Đề cử - Biên tập phim xuất sắc nhất — Joel Cox
- Đề cử - Kịch bản chuyển thể xuất sắc nhất — Paul Haggis

- 2005 Giải Amanda

- Đề cử - Phim nước ngoài xuất sắc nhất — Clint Eastwood

* 2005 Giải American Cinema Editors
- Đề cử - Biên tập xuất sắc nhất — Joel Cox

* 2005 Giải American Screenwriters Associations
- Đề cử - Kịch bản chuyển thể xuất sắc nhất — Paul Haggis

* 2005 Giải Art Director Guilds
- Đề cử - Phim đương thời đặc sắc nhất — Henry Burnstead, Jack G. Taylor Jr.

* 2005 Giải Black Reel Awards
- Đề cử - Nam diễn viên phụ xuất sắc nhất — Morgan Freeman

* 2005 Giải Hiệp hội phê bình phát sóng
- Đoạt giải - Nữ diễn viên chính xuất sắc nhất — Hilary Swank
- Đề cử - Nam diễn viên phụ xuất sắc nhất — Morgan Freeman
- Đề cử - Đạo diễn xuất sắc nhất — Clint Eastwood
- Đề cử - Bộ phim hay nhất

* 2006 Giải César
- Đoạt giải - Phim nước ngoài hay nhất

* 2005 Giải Hiệp hội phê bình phim Chicago
- Đoạt giải - Đạo diễn xuất sắc nhất — Clint Eastwood

* 2005 Giải Directors Guild of America
- Đoạt giải - Đạo diễn xuất sắc nhất — Clint Eastwood

* 2005 Giải Quả Cầu Vàng lần thứ 62
- Đoạt giải - Nữ diễn viên phim chính kịch xuất sắc nhất — Hilary Swank
- Đoạt giải - Đạo diễn xuất sắc nhất — Clint Eastwood
- Đề cử - Nam diễn viên điện ảnh phụ xuất sắc nhất — Morgan Freeman
- Đề cử - Phim chính kịch hay nhất
- Đề cử - Nhạc phim gốc hay nhất — Clint Eastwood

* 2005 Giải thưởng của Hội Diễn viên Điện ảnh
- Đoạt giải - Nữ diễn viên chính xuất sắc nhất — Hilary Swank
- Đoạt giải - Nam diễn viên phụ xuất sắc nhất — Morgan Freeman